# Likhnón
Likhnón (Lychno) är en ort i Grekland.   Den ligger i prefekturen Fthiotis och regionen Grekiska fastlandet, i den centrala delen av landet, 160 km nordväst om huvudstaden Aten. Likhnón ligger 720 meter över havet och antalet invånare är 142.
Terrängen runt Likhnón är varierad. Runt Likhnón är det ganska glesbefolkat, med 21 invånare per kvadratkilometer. Närmaste större samhälle är Spercheiáda, 7,7 km nordväst om Likhnón. 